# کودک در ماشین است

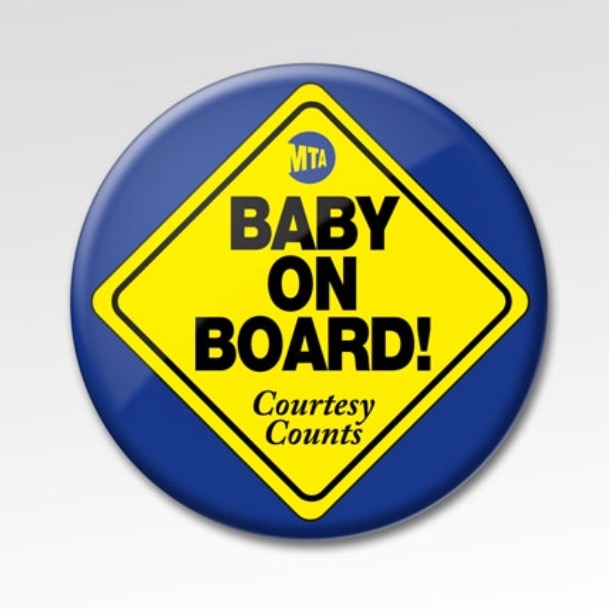
یک نشان و علامت مزین به هشدار کودک حمل می‌شود

کودک در ماشین است (انگلیسی: Baby on board) یا به عبارت دیگر، کودک حمل می‌شود، پیام کوچکی است به اندازهٔ ۱۲ سانتیمتر (۴٫۷ اینچ) که بر روی شیشه عقب خودرو نصب می‌گردد تا هشداری باشد به سایر رانندگان مبنی بر رعایت احتیاط‌های لازم و مرسوم. ادعاهایی وجود دارد که بیان می‌دارد مرگ یک نوزاد زمینه‌ساز شکل‌گیری علامت کودک در ماشین است گردیده هر چند هیچگاه چنین موضوعی به اثبات نرسیده‌است. این نشان در سال ۱۹۸۵ به مقبولیت بسیار زیادی دست‌یافت. با همهٔ این احوال، در سال ۱۹۸۶ میلادی استفاده از آن به همان سرعت محبوبیت و شهرت، کاهش یافت. در همان زمان و در ایالات متحده این نشان جای خودش را به پیام‌های طنز و تقلیدی محبوب دیگر مثل عزیزم من حوصله‌ام سر رفته! و مشابه آن واگذار کرد.
به دنبال درخواست و جنبش مردمی در سال ۲۰۰۵ میلادی، شرکت حمل‌ونقل برای لندن که شرکتی خدماتی در زمینهٔ شبکهٔ حمل‌ونقل عمومی با مجموع وسایل ترابری عمومی از جمله قطار سبک داکلندز، تی‌اف‌ال ریل، متروی زمینی لندن و متروی لندن است، اقدام به صدور نشان‌واره‌ای با همین مضمون کودک حمل می‌شود برای زنان بارداری نمود که با متروی لندن اقدام به سفرهای درون‌شهری می‌نمودند. هدف از این تمهیدات کمک به مسافران دیگر بود تا بتوانند سریعتر اقدام به شناسایی مادران باردار بنمایند و در صورت تمایل، صندلی خود را به آنها واگذار نمایند.
https://fa.m.wikipedia.org/wiki/%D9%BE%D8%B1%D9%88%D9%86%D8%AF%D9%87:Baby_button_on_board_(33808147374).jpg
Baby button on board (33808147374).jpg

## نگارخانه

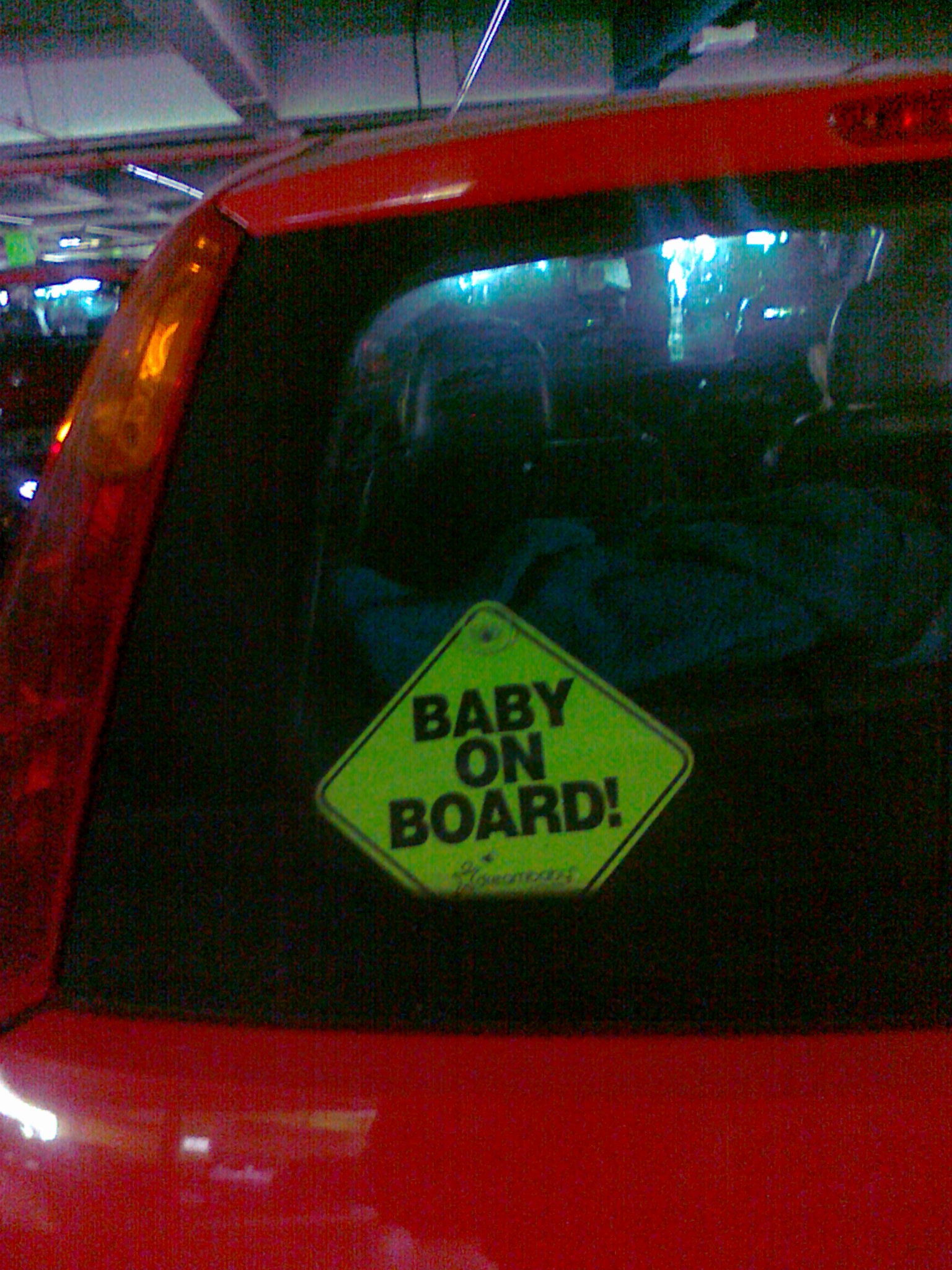

## واژگان
1. ↑  Baby I'm Bored